# Mühlhausen (Alto Palatinado)
Mühlhausen (pronunciación en alemán: /ˌmyːlˈhaʊ̯zn̩/ⓘ) es un municipio situado en el distrito de Neumarkt en el Alto Palatinado, en el estado federado de Baviera (Alemania), con una población a finales de 2016 de unos 4937 habitantes.
Se encuentra ubicado en el centro del estado, en la región de Alto Palatinado, a poca distancia al norte de la orilla del río Danubio.